# Adam Watts
Adam Watts (Hackney, London, 1988. március 4. –) angol labdarúgó, aki jelenleg a Lincoln Cityben játszik, a Fulhamtől kölcsönben.

## Pályafutása

### Fulham
Watts a Fulham ifiakadémiáján kezdett futballozni, 2006-ban került fel az első csapat keretébe, de még nem mutatkozhatott be a felnőttek között. Egy Shrewsbury Town elleni Ligakupa-meccsen leülhetett a kispadra, de nem kapott játéklehetőséget. 2007-ben kölcsönvette a Milton Keynes Dons, ahol két bajnokin kapott lehetőséget.
2008. szeptember 10-én új szerződést kapott a Fulhamtől, mely 2010 nyaráig köti őt a fehér mezesekhez. 2009 áprilisában kölcsönben a harmadosztályú Northampton Townhoz igazolt, ahol öt mérkőzésen lépett pályára, de nem tudta megmenteni a csapatot a kieséstől. A 2009/10-es idény elején kétszer is bekerült a keretbe, előbb a CSZKA Szófia, majd a Manchester City ellen, de egyszer sem cserélték be. Nem sokkal később kölcsönvette a Lincoln City. 2010 januárjában tér vissza a Fulhamhez.

## Külső hivatkozások
- Adam Watts pályafutásának statisztikái a Soccerbase oldalon (angolul)

- Adam Watts adatlapja a Fulham honlapján

## Fordítás
- Ez a szócikk részben vagy egészben  az   Adam Watts című angol Wikipédia-szócikk fordításán alapul.  Az eredeti cikk szerkesztőit annak laptörténete sorolja fel. Ez a jelzés csupán a megfogalmazás eredetét és a szerzői jogokat jelzi, nem szolgál a cikkben szereplő információk forrásmegjelöléseként.